# 緑橋 (大阪市)

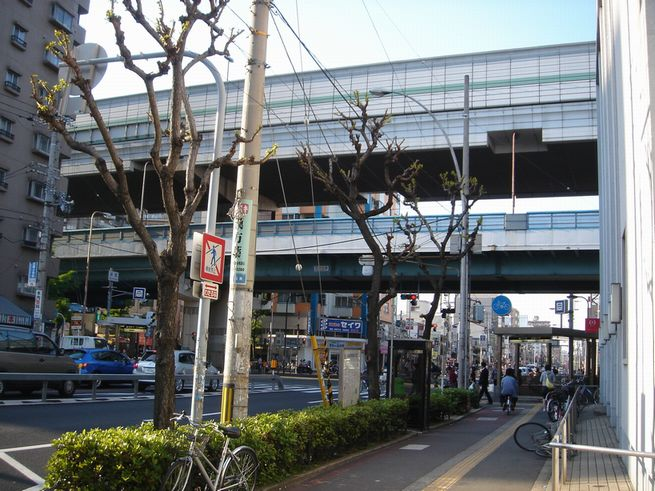
緑橋交差点（2007年4月）

緑橋（みどりばし）は、大阪府大阪市の東成区と城東区の区境を流れる千間川に架かっていた今里筋の橋。1967年から1971年にかけて行われた千間川の暗渠化に伴い撤去された。
架橋地点の約120メートル南で中央大通と交差する緑橋交差点や、その地下にあるOsaka Metro中央線・今里筋線の緑橋駅の由来であり、周辺の地域名称になっている。
1957年に大阪市電森之宮緑橋線が中央大通に、大阪市営トロリーバス3号線が今里筋にそれぞれ開業し、今里ほどではないものの、緑橋も大阪市東部における交通の要衝となった。市電は1964年に、トロリーバスは1970年にそれぞれ廃止され、大阪市営地下鉄（現・Osaka Metro）の中央線が1968年に延伸開業、今里筋線が2006年に開業した。
緑橋交差点では中央大通の平面道路と今里筋が交差し、中央大通の高架道路（下層）と阪神高速13号東大阪線（上層）の二層構造の高架が横断する。ちなみに、千間川に架かっていた大阪内環状線の橋に由来し、地下にOsaka Metro中央線の深江橋駅がある深江橋交差点も同様の構造である。

## 周辺
- Osaka Metro中央線・今里筋線 緑橋駅
- 大阪市立東中本小学校
- 大阪市立本庄中学校
- 神路公園
- 千間川みどり公園
- 東本稲荷神社
- 白山神社
- 八王子神社